# Košutarica
Košutarica är en förstörd befolkad plats i Kroatien.   Den ligger i länet Moslavina, i den östra delen av landet, 100 km sydost om huvudstaden Zagreb. Košutarica ligger 91 meter över havet och antalet invånare är 262.
Terrängen runt Košutarica är huvudsakligen platt, men söderut är den kuperad. Runt Košutarica är det glesbefolkat, med 19 invånare per kvadratkilometer. Närmaste större samhälle är Novska, 9,0 km norr om Košutarica. I omgivningarna runt Košutarica växer i huvudsak lövfällande lövskog.